# カピッツィ
カピッツィ（イタリア語: Capizzi）は、イタリア共和国シチリア州メッシーナ県にある、人口約3,100人の基礎自治体（コムーネ）。

## 名称
歴史的には以下の名称で呼ばれた。
- ギリシア語: Καπίτιον
- ラテン語: Capitium

## 地理

### 位置・広がり
メッシーナ県のコムーネ。県都メッシーナから西南西へ102kmの距離にある。

#### 隣接コムーネ
隣接するコムーネは以下の通り。括弧内のENはエンナ県所属を示す。
- カロニーア
- チェラーミ (EN)
- チェザロ
- ミストレッタ